# Wojciech Łużny
Wojciech Łużny (ur. 29 listopada 1959 w Krakowie) – polski fizyk, profesor zwyczajny oraz prorektor ds. Kształcenia w Akademii Górniczo-Hutniczej w Krakowie.

## Życiorys
W 1978 roku zdał maturę w klasie matematyczno-fizycznej w II LO im. Króla Jana III Sobieskiego w Krakowie.
Studia w Akademii Górniczo-Hutniczej ukończył w 1984 roku i od tej pory pracuje na Wydziale Fizyki i Informatyki Stosowanej AGH (poprzednio Międzyresortowy Instytut Fizyki i Techniki Jądrowej następnie Wydział Fizyki i Techniki Jądrowej). Stopień doktora nauk fizycznych uzyskał w 1989 roku na podstawie pracy Własności fizyczne a kinetyka krzepnięcia: studium eksperymentalno-modelowe dla ciekłego galu. Habilitację uzyskał w 1996 roku na podstawie pracy Badania strukturalne wybranych polimerów przewodzących. W 2002 roku został mu nadany tytuł profesora nauk fizycznych. 
Od 2005 roku na stanowisku profesora zwyczajnego AGH. W latach 2002–2008 prodziekan, a w latach 2008-2012 dziekan Wydziału Fizyki i Informatyki Stosowanej AGH. Od 2016 roku prorektor AGH ds. Kształcenia.
Odbył staże naukowo-badawcze w NTNU w Trondheim w Norwegii, na Uniwersytecie J. Fouriera w Grenoble we Francji oraz w DESY (HASYLAB) w Hamburgu w Niemczech.
Członek Polskiego Towarzystwa Fizycznego (od 1984 roku). Pomysłodawca i główny realizator utworzenia Krakowskiego Konsorcjum Naukowego im. M. Smoluchowskiego "Materia-Energia-Przyszłość”, które uzyskało status Krajowego Naukowego Ośrodka Wiodącego (KNOW) w dziedzinie nauk fizycznych (na lata 2012-2017). Członek Prezydium Komitetu Fizyki PAN w kadencji 2016-2020.
Najważniejsze osiągnięcia naukowe: opracowanie nowych metod badań strukturalnych polimerów przewodzących w oparciu o rozpraszanie promieniowania rentgenowskiego i modelowanie komputerowe. Autor około 120 publikacji oraz dwóch książek Badania strukturalne wybranych polimerów przewodzących (rozprawa habilitacyjna, 1995), Wstęp do nauki o polimerach (podręcznik, 1999).
Główne kierunki badań: badania struktury polimerów metodami dyfrakcyjnymi i modelowania komputerowego, badanie zjawisk samoorganizacji w cienkich warstwach polimerowych, modelowanie struktur i zjawisk w materii nieuporządkowanej.
Turysta górski od dzieciństwa. Jeszcze przed maturą przeszedł samodzielnie wszystkie znakowane szlaki Tatr Polskich, a od początku studiów przystał do AKG AGH, gdzie w grupie Janusza Śmiałka odbył pierwsze wspinaczki i zwiedził kilka jaskiń tatrzańskich. W 1980 roku zaangażował się w organizację wyprawy AKG do Gouffre Berger, ale nie otrzymał paszportu. Pełnił funkcję prezesa AKG. Stara się intensywnie uprawiać i krzewić turystykę wysokogórską oraz narciarstwo.

## Odznaczenia i wyróżnienia
- Srebrny Krzyż Zasługi (2000)
- Medal Komisji Edukacji Narodowej (2000)
- Złoty Krzyż Zasługi (2005)[3]